# Le Jour J
Le Jour J est un court métrage français réalisé en 1994 par Denis Malleval, sa première réalisation pour le cinéma.

## Fiche technique
Source IMDb
- Réalisateur : Denis Malleval
- Assistant réalisateur : Pierre Cot
- Producteur : Thierry Lhermitte
- Directeur de la photographie : Fabio Conversi
- Costumes : Sylvie Pensa
- Chef machiniste : Guy Canu
- Pays d’origine : France
- Langue : français
- Société de production : ICE 3 (Ice Films)
- Distributeur : AMLF (France, cinéma, 1994)
- Format : Couleur - 35 mm
- Durée : 4 minutes
- Genre : court métrage de comédie
- Dates de sortie :
  - Suisse : juillet 1994 (Festival du film de comédie de Vevey)
  - France : 14 décembre 1994

## Distribution
Source IMDb
- José Garcia
- Marie Guillard
- Marie Bariller  (« Marie Barillet » au générique)